# أبو عبد الله السكوني
أبو عبد الله محمد بن خليل السكوني من أعلام الفكر الأشعري في القرن السابع الهجري، اشتهر بكتابه أربعون مسألة في أصول الدين، وشرحه على العقيدة المرشدة لمحمد بن تومرت.

## مولده
يقول د. يوسف أحنانا في تقديمه لكتاب «أربعون مسألة في أصول الدين»: «ويمكننا أن نرجح تاريخ ميلاد أبي عبد الله محمد بن خليل السكوني في العقدين الأولين من القرن السابع الهجري.» ويضيف كذلك: «وغالب الظن أنه لم يغادر إشبيلية إلى تونس إلا بعد سقوطها سنة (646 هـ) وبعد وفاة والده أبي الخطاب السكوني سنة (652 هـ). وأثناء رحلته إلى تونس توقف بالمغرب.»

## مؤلفاته
- أربعون مسألة في أصول الدين.
- شرح مرشدة محمد بن تومرت.
- شرح منظومة الضرير في التوحيد؛ لأبي الحجاج يوسف الضرير (ت. 520 هـ)، والمعنونة بـ "التنبيه والإرشاد في علم الاعتقاد"، ويرجح أنه وضعه أيام وجوده بالأندلس.
- التمييز في بيان ما أودعه الزمخشري من الاعتزال في تفسيره كتاب الله العزيز، وهو كتاب كان قد ابتدأه لكنه توفي دون إتمامه، فأكمله ابنه أبو علي عمر السكوني.

## قالوا عنه
قال عنه د. خالد زهري: «لقد اجتهد الرجل في سبيل إنزال علم الكلام من برجه العاجي ليأخذ وظيفته التي تليق به، وهي تأطير المجتمع بأسس العقيدة الأشعرية، وتخليص عقل وإيمان العامة والخاصة مما تبقى من آثار المذاهب العقدية الأخرى التي اجتاحت الغرب الإسلامي في فترات تاريخية متعاقبة لا سيما إذا أخذنا بعين الاعتبار، أنه قد راج في عصره أن سبب سقوط إشبيلية هو تغلغل الفساد في عقائد الناس.»